# Каппа¹ Кита
Каппа1 Кита (κ1 Кита, лат. Kappa1 Ceti) — одиночная звезда в созвездии Кит, расположенная около восточной границы созвездия. Находится на расстоянии около 30 световых лет от Солнца. Объект вращается необычно быстро для такого класса звёзд: один полный оборот вокруг своей оси за 9 суток.

## Характеристики
κ1 Кита — жёлтый карлик главной последовательности, очень похожий на наше Солнце: приблизительно с таким же радиусом, но с 85 % солнечной светимости. Звезда намного моложе Солнца, по предварительным оценкам, ей около 800 миллионов лет. Быстрое вращение вокруг собственной оси подтверждает это. Из-за звёздных пятен периодичность вращения изменяется. Эти вспышки похожи на те, что происходят на Солнце, однако они намного мощнее. Согласно последним гипотезам, они обусловлены существованием возможной юпитероподобной планеты, магнитное поле которой взаимодействует со звездой. Подобные случаи известны науке: некоторые звёзды от класса «F8» до класса «G8» производят сверхмощные корональные выбросы, высвобождая энергию, превосходящую солнечные вспышки от 100 до 10 миллионов раз. Пока, однако, ни одной планеты на орбите κ1 Кита не было зарегистрировано.

## Ближайшее окружение звезды
Следующие звёздные системы находятся на расстоянии в пределах 10 световых лет от κ1 Кита:
| Звезда     | Спектральный класс | Расстояние, св. лет |
| G 160-28   | M4 V               | 6,4                 |
| δ Эридана  | K0 IVe             | 7,6                 |
| HR 753     | K3 V/M3,5 V/M V    | 8,2                 |
| Вольф 227  | M4,5 V             | 8,3                 |
| LTT 11392  | M4 Ve              | 9,3                 |
| G 76-62    | M V                | 9,7                 |
| LP 469-206 | M V                | 9,7                 |